# Mudança do clima
O termo mudança do clima, mudança climática ou alterações climáticas refere-se à variação do clima em escala global ou dos climas regionais da Terra ao longo do tempo, afetando o equilíbrio de sistemas e ecossistemas já estabelecidos por muito tempo.
Estas variações dizem respeito a mudanças de temperatura, precipitação, nebulosidade e outros fenômenos climáticos em relação às médias históricas. Tais variações podem alterar as características climáticas de uma maneira a alterar sua classificação didática. Os tipos de classificação para as regiões climáticas são: Classificação do clima de Köppen, Classificação do clima de Thornthwaite e Classificação do clima de Martonne.
Podem estar em causa mudanças no estado médio da atmosfera em escalas de tempo que vão de décadas até milhões de anos. Estas alterações podem ser causadas por processos internos ao sistema Terra-atmosfera, por forças externas (como, por exemplo, variações na atividade solar) ou, mais recentemente, pelo resultado da atividade humana.
O tema vem ganhando cada vez mais espaço na mídia, na educação, na política, na indústria, e na academia. Portanto, sabendo-se que mudanças climáticas podem ser um efeito de processos naturais ou decorrentes da ação humana, deve-se ter em mente que tipo de mudança climática se está referindo.

## Mudanças do clima em Políticas Oficiais
O termo Mudança do Clima, alteração climática e Mudanças Climáticas têm sido utilizado de forma pouco apropriada, pois também é utilizado para indicar as mudanças climáticas atuais, bem como o aquecimento global originado em causas Antropogênicas.

### Mudança do Clima e aCQNUMC
Nesse uso mais recente, especialmente no contexto das políticas ambientais, o termo alterações climáticas refere-se frequentemente apenas às mudanças no clima moderno, incluindo o aumento da temperatura média global na superfície da Terra, conhecida como aquecimento global. É também muitas vezes usado com a presunção de que essas alterações são causadas pela atividade humana, como no contexto da “Convenção Quadro das Nações Unidas para a Mudança do Clima” (CQNUMC), ou “Conferência Quadro das Nações Unidas para as Alterações Climáticas” (CQNUAC), em Portugal.
No contexto da CQNUMC, as alterações climáticas são definidas como uma mudança do clima atribuída diretamente ou indiretamente à atividade humana que altera a composição da atmosfera global e que em adição a variabilidade natural do clima é observada sobre longos períodos de tempo. A CQNUMC faz uma distinção entre a "mudança climática" devido à atividade humana alterando a composição da atmosfera e a "variabilidade climática" atribuída a causas naturais.

### Mudança do Clima e oIPCC
Segundo o “Painel Intergovernamental sobre Mudanças Climáticas” (da sigla em inglês  IPCC), mudança climática é uma variação a longo prazo estatisticamente significante em um parâmetro climático (como temperatura, precipitação ou ventos) médio ou na sua variabilidade, durante um período extenso (que pode durar de décadas a milhões de anos).
A mudança climática pode ser causada por processos naturais da própria Terra ou por forças externas, incluindo variações na intensidade da luz solar, ou ainda, mais recentemente, pela ação do homem.

## Causas Naturais
O sistema climático terrestre responde a desequilíbrios energéticos, chamados de forçantes climáticas. Na história geológica do planeta vários fatores já induziram mudanças climáticas significativas, como as várias transições entre Eras do Gelo e Interglaciais ocorridas no Quaternário. Suas causas podem ser classificadas como naturais (internas e externas) e antrópicas. O fenômeno da mudança do clima é um evento que pode acontecer de forma natural. Assim, esse fenômeno pode ter causas com origem externa (de fora do planeta), bem como origem terrestre.

#### Influência externa
Dentre as causas com origem fora do globo terrestre temos as causas com origens solares, que vão desde a variação da energia solar que chega a Terra até a variação da própria órbita terrestre.

##### Ciclo solar
A temperatura da terra depende do sol, que emite radiação em direção ao planeta. Esta radiação é a radiação solar, que em parte é refletida para o espaço e o restante é absorvido pela terra em forma de calor.
Esta energia não chega à terra de maneira uniforme, apesar do sol ser uma estrela de classe G e ser muito estável, essa energia aumenta cerca de 10% a cada um bilhão de anos, ou seja, no início da vida na terra, há quase 4 bilhões de anos, a energia do sol era em torno de 70% da atual.
Outro tipo de variação da radiação solar ocorre em decorrência dos ciclos solares, que são mais importantes que a primeira, no que diz respeito à mudança do clima terrestre, visto que essa variação é uma oscilação e não somente um crescente e ocorre em períodos mais curtos.
O Ciclo Solar é a variação de intensidade do vento solar e do campo magnético solar. Estudos de Heliosismologia comprovaram a existência de "vibrações solares", cuja frequência cresce com o aumento da atividade solar, acompanhando o ciclo solar que dura em média de 11 anos com mudança no ritmo das erupções, além da movimentação das estruturas magnéticas em direção aos polos solares. Tais mudanças resultam em ciclos de aumento da atividade geomagnética da Terra e da oscilação da temperatura do plasma ionosférico na estratosfera de nosso planeta.

##### Variação orbital
Também é causa de mudança climática o fenômeno astronômicos variação orbital, ou seja, o aumento, ou diminuição, das radiações solares devido às variações no movimento da Terra em relação ao sol.
Apesar da variação radiação solar pelos ciclos solares e pelo aumento gradual ao longo de bilhões de anos resultar em certa estabilidade, o mesmo não podemos dizer das variações da órbita terrestre.
A variação orbital ocorre periodicamente, fazendo com que a radiação solar chegue de forma diferente em cada hemisfério terrestre de tempos em tempos. Esta variação provoca as glaciações.
Os Fatores que causam essa variação são três: a precessão dos equinócios, a excentricidade orbital e a Inclinação do eixo terrestre.
As glaciações provocaram grandes mudanças no relevo continental e no nível do mar. Quando a temperatura global diminui ocorre, como consequência, o aumento das geleiras, ou seja, as baixas temperaturas provocam o congelamento da água nos polos aumentando a quantidade de gelo nas calotas polares.
Outra consequência é o rebaixamento eustático do nível dos oceanos devido à retenção de água nos polos. O Oceano se afasta da linha da costa, das praias, por exemplo, expondo grandes extensões de terra e ligando ilhas e continentes entre si, formando as chamadas pontes terrestres.
Entre os períodos glaciais há os períodos interglaciais em que a temperatura da Terra se eleva. O período em que vivemos é um interglacial, variações orbitais são os fatores que iniciam as glaciações.

##### Impactos de meteoritos
Impactos de meteoritos (de grandes proporções) são eventos raros, mas também podem modificar o clima na terra. Impactos de grandes proporções podem modificar profundamente a biosfera.
O último evento deste tipo foi denominado Extinção K-T e ocorreu há mais ou menos 65 milhões de anos. Eventos assim podem desencadear uma série de tragédias ecológicas. Com o impacto, detritos podem ser arremessados até o espaço e entrarem na órbita da Terra, onde ficariam por algum tempo e só depois cairiam. Ocorreriam incêndios em escala global e a liberação de grandes quantidades de gás carbônico (CO2) na atmosfera causando o efeito estufa. Com o calor, as moléculas de nitrogênio e oxigênio se quebrariam e se combinariam com o hidrogênio formando o ácido nítrico (HNO3). Suceder-se-iam então longos períodos de chuva ácida, prejudicando ainda mais a vida terrestre. Paralela e consecutivamente, o aumento da acidez e da temperatura dos oceanos afetaria gravemente os ecossistemas marinhos.

#### Influência Interna
Há várias causas de origem interna. Dentre elas, temos:

##### Deriva dos continentes
Mudanças ou deriva dos continentes aproximando ou afastando-se dos polos. A movimentação das placas tectônicas (geofísica 2 cm ano), sobre a astenosfera, ocorre algo em torno de centímetros por ano, o que poderia provocar um distúrbio na atmosfera. Os movimentos orogenéticos de formação de montanhas também poderiam estar prejudicando a circulação dos ventos.

##### El Niño e La Niña
Os fenômenos “El Niño” e “La Niña” são mudanças na temperatura da água de partes do Oceano Pacífico. A mudança da temperatura das águas influencia a intensidade dos Ventos Alísios que pode fazer com que massas de água quente, e massas de ar também, se desloquem no Pacífico de forma diferente dos registros das médias históricas.
As Variações de intensidade dos Ventos Alísios influenciam a pressão atmosférica no oceano, afetando vários fenômenos climáticos em todo o mundo.

##### Vulcanismo
As partículas emitidas pelos vulcões (aerossóis) refletem a luz solar, impedindo que parte dela chegue à superfície. Assim, nos anos que se seguem a grandes erupções vulcânicas, como a do Monte Pinatubo 1991, observa-se um resfriamento do sistema climático da Terra.
Para que haja efeito perceptível em escala global ao longo de mais de um ano, é necessário ao menos 100 mil toneladas de SO2 em suspensão na estratosfera.

#### Variação na composição atmosférica
O efeito estufa é a retenção de parte do calor que seria emitido de volta ao espaço pela Terra. Alguns gases, chamados gases estufa, têm a propriedade de obstruir raios infravermelhos, aumentando a temperatura da superfície. Este fenômeno torna possível a vida na Terra, uma vez que sem ele as temperaturas médias seriam vários graus abaixo de zero. Ele ainda age de forma a amplificar outras forçantes, como por exemplo as variações orbitais. Desta forma, um desequilíbrio energético relativamente pequeno em seu início toma proporções mais intensas, e de escala global.

## Causas Antrópicas

### Aquecimento Global
Mais recentemente, especificamente a partir da Revolução Industrial, é possível observar um aumento na temperatura da Terra. Existe um consenso de 97% entre a comunidade científica de que este aumento está sendo diretamente causado pelo aumento nos níveis de gases estufa (ou gases do efeito estufa) na atmosfera, decorrentes de atividade humana nos últimos 50 anos.

#### Efeito Estufa
Caracteriza-se pelo processo físico que ocorre quando os gases estufa absorvem parte da radiação infravermelha emitida pela superfície terrestre. Os principais gases que constituem a atmosfera terrestre são o Nitrogênio (N2) e o Oxigênio (O2) – compondo 99% dela.
Dentre o restante estão o dióxido de carbono (CO2), o metano (CH4), o óxido nitroso (N2O), os perfluocarbonetos (PFC’s), e o vapor d’água. O efeito estufa em si é um fenômeno natural e necessário para a vida humana na Terra. Sem este processo a temperatura média da Terra seria 33 ºC mais baixa do que é hoje, e a vida como conhecemos não existiria.
No entanto, a concentração exacerbada destes gases na atmosfera leva à retenção excessiva de calor, causando um aumento na temperatura insustentável para os seres que habitam o mundo hoje. Desde a Revolução Industrial, a temperatura média da Terra aumentou cerca de 1 ºC, e espera-se que o número chegue à 1,5 ºC entre 2030 e 2050.
Os últimos seis anos foram os anos mais quentes já registrados, e setembro de 2020 foi o setembro mais quente já registrado na história. Apesar de não parecer muito, este aumento já é suficiente para desestabilizar biomas inteiros.
O aumento na emissão dos gases estufa é ligado principalmente à queima de combustíveis fósseis e ao desmatamento – ambos decorrentes da explosão populacional que levou ao uso desenfreado de recursos não-renováveis.

##### Uso deCombustíveis Fósseis
Combustíveis como o petróleo, o carvão mineral, e o gás natural ainda são as fontes responsáveis por 85% do consumo de energia no mundo. A queima destes combustíveis produz quantidades imensas de gases estufa, principalmente o dióxido de carbono (CO2), caracterizando-a como o principal acelerador das mudanças climáticas.
Outra desvantagem do uso de combustíveis fósseis é o fato deles serem não-renováveis, o que significa que não podemos contar com eles para sempre. Desde a Revolução Industrial, os níveis de CO2 na atmosfera foram de 280 partes por milhão a 414 partes por milhão – um aumento de 47% em apenas 150 anos.

##### DesmatamentoAntrópico
O desmatamento, ou desflorestamento, é o corte e retirada da vegetação de um determinado local. Também se intensificou a partir da Revolução Industrial e ao crescimento de espaços urbanos. Quanto mais industrializado um país, maior a sua taxa de desmatamento.
O desflorestamento também pode ser natural, controlado pelo ambiente em si. No entanto, a maioria das atividades que levam à diminuição de cobertura vegetal são antrópicas; expansão do agronegócio, extrativismo mineral e vegetal, urbanização, e comércio ilegal de madeira são exemplos.
O Brasil é o país que mais desmata no planeta, e na América Latina, o agronegócio sozinho foi responsável por 70% do desmatamento entre 2000 e 2010. O Brasil e a Indonésia, juntos, já desmataram cerca de metade das florestas tropicais do mundo.
Além da perda irreparável de biodiversidade e das árvores que produzem e filtram o oxigênio que respiramos, a queima de vegetação em grande escala também emite quantidades imensas de gases estufa na atmosfera, sendo um grande contribuinte para as mudanças climáticas.

## Consequências
As mudanças na temperatura média da Terra têm consequências práticas que afetam profundamente a vida como a conhecemos. Entre elas, estão a perda de biodiversidade, o derretimento de geleiras – que leva à elevação do nível do mar, desastres naturais, climas extremos, secas e incêndios.

### Naágua[21]
Décadas de pesquisas indicam 93% do calor e 31% do dióxido de carbono emitido por atividade humana é absorvido pelos oceanos. Portanto, os primeiros e mais extremos sinais de mudanças climáticas podem ser bem observados nestes ambientes.
Entre 1901 e 2010, o derretimento das geleiras nos polos causou um aumento de 19 centímetros no nível médio do mar, ameaçando 40% da população mundial que vive nas costas, agora sujeita à alagamentos e enchentes frequentes.
Em 2017, cerca de 30% da vida na Grande Barreira de Corais australiana morreu, devido ao aquecimento da água. A base desse ecossistema, os recifes de corais, não suportam um aumento de 1 ºC-2 ºC na temperatura. Sem eles, os animais que ali vivem, que são a base da alimentação de milhões de pessoas, não têm como sobreviver.

### Noar
Além alagamentos e enchentes provenientes do aumento do nível do mar, a mudança de temperatura também está ligada à ocorrência de tempestades mais intensas e furacões.
Quanto maior a temperatura, maior o volume de água que evapora e chove. A poluição do ar também está intrinsicamente ligada ao aquecimento global, visto que temperaturas mais altas levam à maiores concentrações de poluentes. Doenças respiratórias como asma, e alergias, estão diretamente conectadas à poluição.

### Naterra
Um dos efeitos mais extremos de mudanças climáticas é o aumento de incêndios florestais. Um ar cada vez mais quente e seco facilita o início e a manutenção de incêndios, que, por sua vez liberam grandes quantidades de gases estufa na atmosfera, contribuindo ainda mais para o aquecimento.
Determinadas regiões também têm sofrido com secas e ondas de calor nunca antes registradas, que afetam a tanto a qualidade do ar, quanto a qualidade do alimento, devido ao seu impacto na agricultura.

### Perda de Biodiversidade eRefugiados Ambientais
Todos estes efeitos são extremamente prejudiciais à saúde do nosso planeta. Nos últimos 70 anos, estima-se que perdemos metade dos animais que habitavam a terra devido ao impacto humano sobre a natureza. Essa perda de biodiversidade desequilibra os delicados ecossistemas que garantem a nossa sobrevivência.
Apesar de não sabermos quando e como exatamente cada um de nós será diretamente afetado pelas mudanças climáticas, sabe-se que países subdesenvolvidos ou em desenvolvimento do hemisfério sul são os que já estão sendo afetados. Milhares de pessoas, que se enquadram na categoria de refugiados ambientais, estão perdendo suas casas e vidas devido à incêndios, enchentes, furacões e poluição do ar.

## Soluções
Para desacelerar e reverter o processo de mudanças climáticas, o ser humano deve fazer grandes e pequenas mudanças em seu estilo de vida. Primeiramente, o uso de combustíveis fósseis deve ser substituído por fontes de energia renováveis, como a solar, a eólica, a hidrelétrica, a geotermica, entre outras.
Ao contrário do que muitos pensam, essa transição trará energia mais barata para o consumidor, e gerará mais empregos do que a indústria de combustíveis fósseis. Além disso, é preciso proteger a todo custo a vegetação do planeta – não somente com leis mais restritas, mas também reflorestando a área que foi perdida.[carece de fontes?] Restaurar 15% dos ecossistemas degradados do planeta em áreas prioritárias poderia impedir 60% das extinções de espécies esperadas nas próximas décadas.
O agronegócio tem um grande papel na luta contra mudanças climáticas, pois é responsável pela maior parte do desmatamento no Brasil. O consumo de carne, especialmente vermelha, deve ser reduzido, visto que os gases emitidos pelos animais também contribuem para o efeito estufa, e pela quantidade de água e recursos que são destinados à manutenção destes animais.
Outra medida que pode ser implementada é a taxação do carbono, que cobraria de empresas um imposto sobre a quantidade de gases emitidos na atmosfera. Algumas empresas e governos já estão se comprometendo a implementar estas medidas em busca do objetivo de zerar suas emissões de carbono.
As cidades mundiais também precisam estar adaptadas para lidar com as mudanças no clima, que provoca mais eventos extremos como enxurradas e seca. No Brasil, o Índice de Adaptação Urbana (IAU) foi criado por pesquisadores da USP para avaliar o potencial de adaptação das nossas cidades a esses impactos ambientais. Ele mede essa adaptação a partir de 26 indicadores associados a políticas públicas municipais, com foco nos seguintes eixos: habitação, mobilidade urbana, agricultura sustentável, gestão ambiental e gestão de riscos climáticos.

## Comunicação Ambiental
O famoso naturalista britânico David Attenborough falou em seu último documentário, que salvar o mundo agora é uma questão de comunicação. Apesar do consenso científico acerca de mudanças climáticas, o assunto ainda é tratado como uma questão polêmica ou de opinião.
Isso acontece primeiramente pela incerteza que está atrelada aos impactos imediatos diretos do aquecimento global na maioria das regiões. A raiz destes desafios está justamente na tradução do conteúdo acadêmico, que é pouco acessível, para termos leigos.
Seja no jornalismo ambiental, na divulgação científica, ou na criação de campanhas de conscientização sobre o estado do meio-ambiente, o objetivo de um comunicador ambiental é não só chamar a atenção de sua audiência para estes problemas, mas também de convence-la a mudar seu estilo de vida para um mais sustentável.
O comunicador científico exerce, então, uma função de extrema importância: a ponte entre a ciência e o público. Ele se torna responsável por disseminar a informação de uma maneira clara, concisa, acessível e interessante ao leitor. Todavia, o processo de criação desta mensagem é complexo, e ainda não existe um modelo específico que tenha sido comprovado mais eficaz.
Diversos estudos conduzidos na área, no entanto, concluem que o criador de conteúdo ambiental deve: 1) estabelecer algo em comum com a audiência; 2) usar linguagem simples e concreta; 3) ser inclusivo e pensar em todos os membros da comunidade; 4) fornecer os dados por meio de uma história ou metáfora; 5) não conectar mudança climática à política – afinal, mudança climática é fato, não opinião.